# Anna-Greta Winberg
Anna-Greta Winberg, även Perrolf, född Pettersson den 7 december 1920 i Stockholm, död den 28 november 2007, var en svensk redaktör, journalist och författare av romaner och ungdomslitteratur. Winberg skrev även under pseudonymen Harriet Malmberg.

## Biografi
Winberg föddes 1920 i Stockholm; hon var dotter till navigationsläraren Albin Pettersson och Anna Gustafsson. Hon började tidigt skriva noveller och berättelser. Mellan 1945 och 1950 arbetade hon som sekreterare på Sveriges Radio. Hon lämnade arbetet för att gifta sig med redaktören och sedermera radioprofilen Bertil Perrolf, med vilken hon var gift ett årtionde, innan de skiljde sig 1960. Hon gifte sig en andra gång, 1965, med medicine doktor Jan Winberg (1923–2003).
Anna-Greta Winberg var sommarvärd i P1 1964, 1968 och 1969.

### Författarskap
Winberg började skriva krönikor för Damernas Värld 1963.
Efter sin första skilsmässa började hon skriva böcker, som fick uppmärksamhet. Sammantaget skrev hon ett tiotal romaner och fick flera priser. Flera av böckerna gavs ut på Rabén & Sjögren. För att tjäna sitt uppehälle efter skilsmässan skrev hon för radio och tidskrifter, utöver sitt författarskap.
Winberg finns översatt till danska, engelska, finska, franska, katalanska, nederländska, norska, polska och tyska. Flera av hennes ungdomsböcker utges fortfarande, närmare femtio år efter att de skrevs, i nyutgåvor.
Anna-Greta Winberg är gravsatt i minneslunden på Solna kyrkogård.

### Novellsamlingar
- Dessa korta timmar, Bonnier, 1961
- I stället för, Bonnier, 1963
- Älska nästan, Bonnier, 1968

### Romaner
- Min kärlek är väntan, Åhlén & Åkerlund, 1965
- Nå, Bonnier, 1966
- Flickan på glasberget, Åhlén & Åkerlund, 1966

### Ungdomsböcker
- När någon bara sticker, Rabén & Sjögren, 1972
- När något bara händer, Rabén & Sjögren, 1975, ISBN 9129425093
- Ensam i stan, Rabén & Sjögren, 1975
- De kallar mej Ninna, Rabén & Sjögren, 1976, ISBN 91-29-47419-1
- Ta en chans, Rabén & Sjögren, 1977, ISBN 91-29-50295-0
- Leva häftigt, Rabén & Sjögren, 1979, ISBN 91-29-53432-1
- Livs levande, Bokförlaget Trevi, 1982, ISBN 91-7160-606-8
- Men var inte så barnslig!, Rabén & Sjögren, 1986, ISBN 9129576369